# Артавазд
Артавазд или Артавасд е византийски император като узурпатор за кратко през 742 – 743 година, когато въстава срещу зет си Константин V Копроним. Преди да въстане, той е стратег на тема Армениакон. Женен е за дъщерята на Лъв III Анна. По време на краткото си управление възстановява временно иконопочитанието, но след разгрома си е заловен и ослепен заедно със синовете си.

## Биография
Стратегът Артавасд е арменец, стар боен другар на Лъв III. Вдига бунт с помощта на военни поделения от темите Армениакон и Опсикион и влиза в Константинопол. Обявява се за възстановяване на иконопочитанието и е подкрепен от патриарха на Константинопол Анастасий. Император Константин, който по това време е във Фригия, се връща, разбива бунтовниците и на 2 ноември 743 г. влиза триумфално в града. Узурпаторът и двамата му синове са заловени и ослепени публично на Хиподрума. Патриарх Анастасий е бичуван и развеждан на магаре из града, но е оставен да продължи службата си като патриарх:с. 85